# Eenheidsstelling van Dirichlet
In de algebraïsche getaltheorie, een deelgebied van de wiskunde, is de eenheidsstelling van Dirichlet een basisresultaat dat de structuur bepaalt van de eenhedengroep in de ring {\displaystyle O_{K}} van algebraïsche gehele getallen van een getallenlichaam {\displaystyle K}. De stelling is een van de eerste resultaten in de algebraïsche getaltheorie en
werd bewezen door de Duitse wiskundige Lejeune Dirichlet.

## Stelling
Van een getallenlichaam {\displaystyle K} met ring van de gehele getallen {\displaystyle O_{K}} wordt de eenhedengroep {\displaystyle O_{K}^{\times }} eindig voortgebracht en het vrije deel heeft de rang {\displaystyle r-s-1}. Daarin is {\displaystyle r} het aantal inbeddingen {\displaystyle K\to \mathbb {R} } en {\displaystyle s} het aantal paren complex geconjugeerde inbeddingen {\displaystyle K\to \mathbb {C} }, die dus niet reële inbeddingen zijn. 
Voor de graad van de uitbreiding {\displaystyle [K/\mathbb {Q} ]} geldt dus: {\displaystyle [K:\mathbb {Q} ]=r+2s}. Als de uitbreiding een galoisuitbreiding is, is {\displaystyle r=0} of {\displaystyle s=0}.

## Voetnoten
1. ↑   Elstrodt (2007), hfdst. 8.D